# Святой Эразм
Эразм Антиохийский, или Эразм Формийский, также Еразм, Эльм и Эрмо (ум. ок 303 года) — христианский святой.  
В Католической церкви входит в число четырнадцати святых помощников, память совершается 2 июня.

## Легенда
Родился в Антиохии, жил в Формии.
Согласно легенде, палачи вынули его внутренности, намотав их на лебёдку. В качестве покровителя средиземноморских мореплавателей Эразм имел своим атрибутом подъёмный ворот (лебёдку), и это было, согласно некоторым авторам, источником легенды о его мученической смерти. После разорения Формии сарацинами мощи и культ святого переместились в соседнюю Гаэту, где поныне находится кафедральный собор в честь святого.

## В искусстве

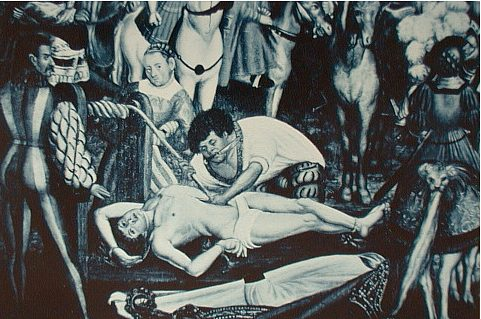
Мучения св. Эразма

Как покровитель мореплавателей, в качестве атрибута имеет подъемный ворот (лебедку), считавшуюся также инструментом его мученичества. В сценах пытки его изображают нагим, лежащим на специальной подставке, пока его внутренности наматываются на ворот. Либо же — святой облачен в епископские одеяния, держит как атрибут кабестан или парусное судно; у ног могут быть изображены торчащие гвозди, которые указывают на его мученичество.